# Tylenturm

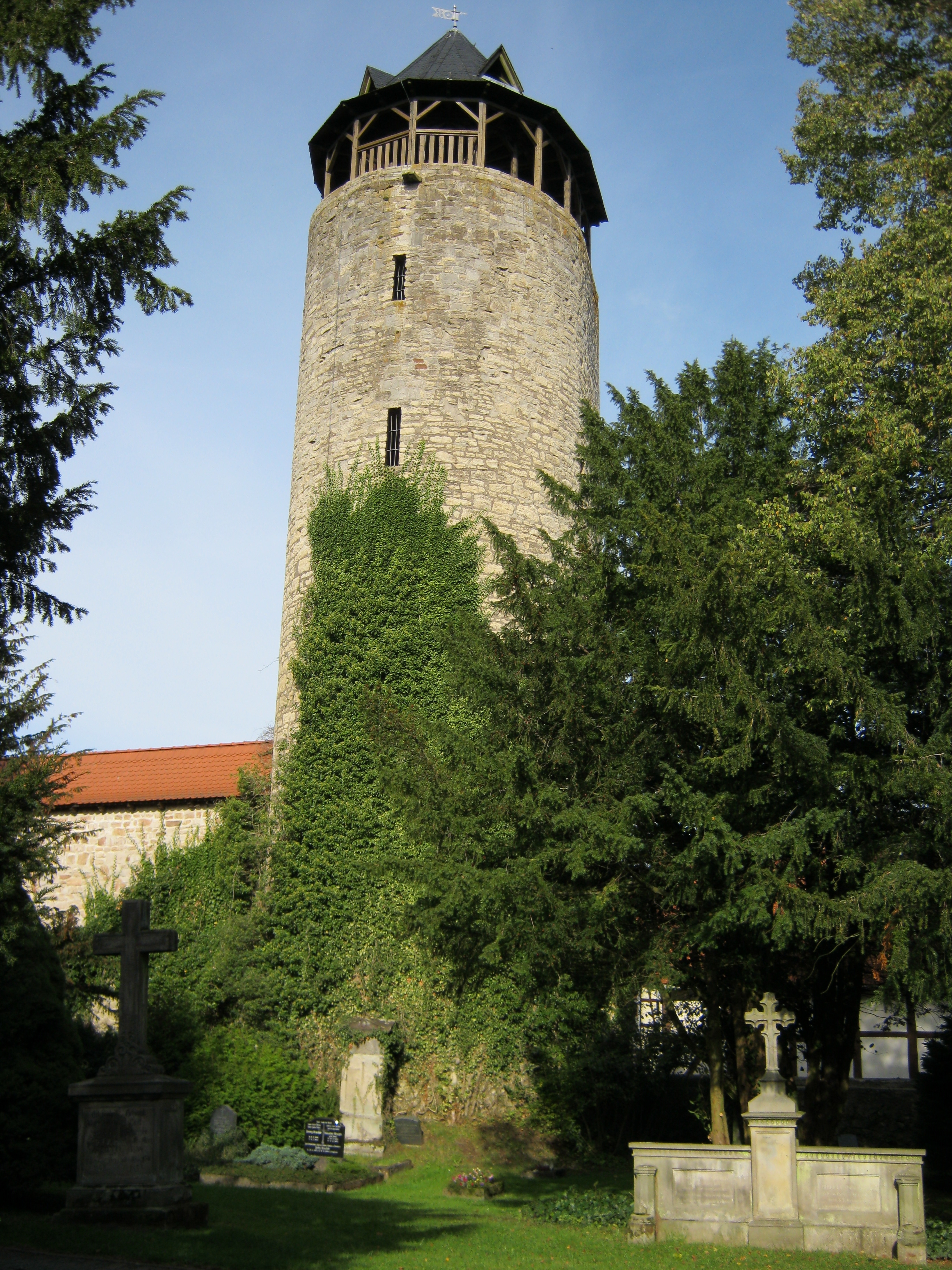
Der Tylenturm in Korbach von der Außenseite der Stadtmauer aus gesehen

Der Tylenturm von Korbach im Landkreis Waldeck-Frankenberg in Nordhessen ist ein mittelalterlicher Wehrturm der Stadtmauer. Er stammt aus dem späten 13. oder frühen 14. Jahrhundert und ist damit eines der ältesten Bauwerke der Stadt. Mit einer Gesamthöhe von etwa 31 Metern ist der heutige Aussichtsturm eines der Wahrzeichen von Korbach.

## Geschichte

### Mittelalter

Der Tylenturm im Jahr 1903 ohne Turmhelm

Der Tylenturm (auch Thylenturm oder Thülenturm) ist nach dem Adelsgeschlecht von Thülen benannt (auch Thulen, Thylen oder Tylen), dessen Name vom gleichnamigen Stammsitz Thülen bei Brilon in Westfalen stammt. Die Familie hatte spätestens seit dem 14. Jahrhundert in Korbach beim Turm ein Burggut und war in der Stadt bis Anfang des 16. Jahrhunderts ansässig.
Der Tylenturm ist Bestandteil der ab Mitte des 13. Jahrhunderts errichteten Stadtmauer. Die Dicke seines Mauerwerks, sein halbkreisförmiger Grundriss und der nur von der Mauer aus zugängliche Innenraum machen es wahrscheinlich, dass auch der Turm ab dieser Zeit erbaut wurde. Sicher ist der Tylenturm aber erst seit dem frühen 14. Jahrhundert in Korbach nachweisbar. Damit ist er aber immer noch älter als die beiden gotischen Hallenkirchen St. Kilian (ab 1335) und St. Nikolai (ab 1359).

### Neuzeit
Obwohl Korbach im Dreißigjährigen Krieg und 1664 durch einen großen Stadtbrand stark zerstört wurde, überstand der Tylenturm die Zeit weitgehend unbeschadet. Ab 1733 wurde sein Erdgeschoss als Verlies für zum Tode verurteilte Häftlinge genutzt. Im Laufe des 19. Jahrhunderts verfiel er jedoch, um 1900 wurde er wieder renoviert. Während des Zweiten Weltkriegs wurde das Erdgeschoss als Luftschutzkeller genutzt, später als Lagerraum.
1996 wurden der Tylenturm und die angrenzende Stadtmauer grundlegend saniert. Anlass war der ein Jahr später in Korbach stattfindende Hessentag. Auf der Mauer wurde der Wehrgang rekonstruiert und im Turm ein Treppenaufgang geschaffen, sodass der Tylenturm wieder bestiegen und als Aussichtsturm genutzt werden kann. Außerdem wurde auf die Turmkrone wieder ein Turmhelm aufgesetzt.

## Aussehen

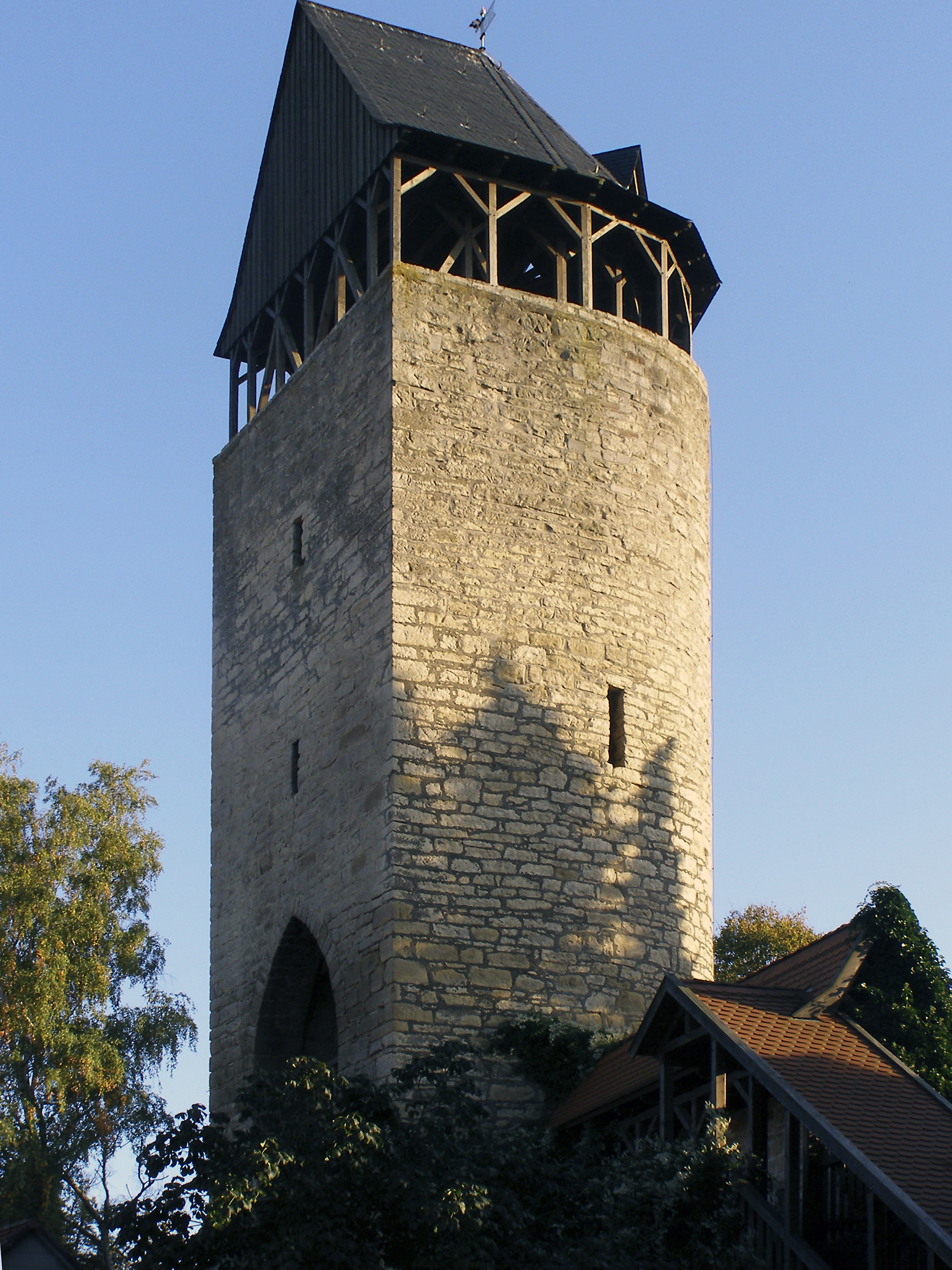
Tylenturm gesehen von der Innenseite der Stadtmauer

Der Tylenturm hat einen halbkreisförmigen Grundriss, wobei die runde Seite zur Außenseite der Stadtmauer zeigt. Er hat mit der Aussichtsplattform unter dem Turmhelm insgesamt sechs Geschosse. Die Wände wurden aus massiven, breit gefugten Kalksteinblöcken errichtet und sind im unteren Teil mehr als einen Meter dick.
Das Erdgeschoss mit einem Tonnengewölbe war ursprünglich nur mit Leitern über einen hochliegenden Einstieg auf der Stadtseite erreichbar und diente früher als Verlies. Im Zweiten Weltkrieg wurde auch zu ebener Erde ein Eingang geschaffen, um das Erdgeschoss als Luftschutzkeller nutzen zu können.
Das zweite Stockwerk liegt auf etwa 7,5 m Höhe am Wehrgang der Stadtmauer und kann von diesem an beiden Seiten des Turms durch Rundbögen mit Gittertüren betreten werden. Das zweite und das dritte Turmgeschoss hat auf der Stadtseite eine große, spitzbogenförmige Öffnung. Im vierten und fünften Stockwerk sind auf der Außenseite, aber auch auf der Stadtseite mehrere Schießscharten sichtbar. Über dem fünften Geschoss befindet sich auf rund 25 m Höhe eine Aussichtsplattform, die wiederum vom Turmhelm mit Schieferdeckung gekrönt wird. An der Südwestseite der Plattform ist zur Verbesserung der Aussicht ein etwa 1 m hohes Holzpodest angebracht, das bis über die massive Außenmauer reicht. Insgesamt ist der Turm etwa 31 m hoch.
Beim Aufstieg zum Turm, der nur im Rahmen von Führungen möglich ist, sind über die Außentreppe zum Wehrgang und die im Turm verlaufende Holztreppe insgesamt 125 Stufen zu bewältigen.
Der Tylenturm steht an der Stadtmauer zwischen der Straße „Im Sack“ und der Grünanlage Totenhagen, dem ältesten Friedhof Korbachs. Dieser wurde 1588 vor der Stadtmauer angelegt, wurde bis 2009 für Bestattungen genutzt und ist Teil des Grüngürtelringes, der rund um die Innenstadt führt.